# First Impact
First Impact (stilizzato tutto in maiuscolo) è l'EP di debutto del gruppo femminile sudcoreano Kep1er, pubblicato il 3 gennaio 2022 dalle etichette Wake One Entertainment e Swing Entertainment.

## Antefatti e pubblicazione
Il 23 novembre è stata rivelata tramite delle foto teaser di Yujin, Xiaoting e Mashiro la data in cui le Kep1er avrebbero debuttato, ovvero il 14 dicembre. Sfortunatamente, a causa della positività al COVID-19 di un membro dello staff del gruppo, il debutto è stato posticipato al 3 gennaio 2022. È stata inoltre cancellata l'esibizione del gruppo agli Mnet Asian Music Awards 2021, in cui avrebbero dovuto fare la loro prima performance in assoluto.
Il 14 dicembre la Wakeone annuncia che Xiaoting e Mashiro sono risultate positive al COVID-19, seppur asintomatiche, in seguito a dei tamponi giornalieri che i membri hanno iniziato a fare dopo la positività del membro dello staff. Fortunatamente, i due membri si sono negativizzati il 26 dicembre, ed il gruppo ha ripreso le attività di promozione per il suo debutto.
Il 3 gennaio le Kep1er debuttano con il loro EP di esordio First Impact, con il brano principale "Wa Da Da".

## Tracce
1. See the Light – 1:52 (testo: Park Woo-sang – musica: Park Woo-sang, Lee Sang-won)
2. Wa Da Da – 3:04 (testo: BuildingOwner (PrismFilter), Elum (PrismFilter), Shannon, Danke, Hwang Yu-bin, Odal Park, Lee Seu-ran, Kako – musica: BuildingOwner (PrismFilter), Elum (PrismFilter), Shannon)
3. MVSK – 3:11 (testo: Jeong Ho-hyeon (E.one) – musica: Jeong Ho-hyeon (E.one))
4. Shine (Kep1er ver.) – 3:35 (testo: Isran|Inner Child (MonoTree), Seo Ha-young (MonoTree), Albi Albertsson (Mussashi), Mia Kemppainen – musica: Albi Albertsson (Mussashi), Mia Kemppainen, Kanata Okajima, Hautboi Rich, Inner Child (MonoTree), Seo Ha-young (MonoTree), Ryan Kim, Peter Chun, Sabrina Salmon)
5. Another Dream (Kep1er ver.) – 3:22 (testo: Park Soo-seok, Seo Ji-eun, Wang Yu-rim – musica: Park Soo-seok, Seo Ji-eun)
6. O.O.O (Over&Over&Over) (Kep1er ver.) – 4:08 (testo: Jeong Ho-hyeon (E.one), Hwang Hyun-hyeon (MonoTree), Girls Planet 999 – musica: Jeong Ho-hyeon (E.one), Hwang Hyun-hyeon (MonoTree))

Durata totale: 19:12

## Classifiche
| Classifica (2022) | Posizione massima |
| ----------------- | ----------------- |
| Corea del Sud     | 1                 |